# 中华人民共和国企业破产法
《中华人民共和国企业破产法》是中华人民共和国关于企业法人破产的法律。1986年12月颁布《中华人民共和国企业破产法（试行）》。2006年8月，全国人大才通过了新的《中华人民共和国企业破产法》，并于2007年6月1日起取代86年版的破产法。

## 历史
中华人民共和国的第一部破产法是1986年12月颁布的《中华人民共和国企业破产法（试行）》。这部法律仅适用于全民所有制企业。按照当时的立法计划，这部法律在短暂试行后，应该被正式的法律所取代。但是，由于当时中国正在从社会主义计划经济向市场经济转型，关于企业应当如何破产，企业应承担的社会责任等问题存在着非常多的争议。直到20年后，2006年8月，全国人大才通过了新的《中华人民共和国企业破产法》，并于次年6月1日起取代86年版的破产法。

## 主要内容
2006年版的破产法，将使用范围扩大到了所有形式的企业法人，增加了破产重整的规定，职工福利、工资等债务不再优先于企业的其它债务；比86年的试行法律有了很大的发展。但是，现在的破产法仍缺少非法人企业破产、个人破产、个人独资企业破产、事业单位破产等等的规定。
06年破产法所规定的破产方式：
- 第8章：重整
- 第9章：和解
- 第10章：破产清算